# Copa de Oro
La Copa de Oro Nicolás Leoz fu un evento calcistico organizzato dalla CONMEBOL e disputatosi nel 1993, nel 1995 e nel 1996. Si affrontavano le squadre vincitrici della: Coppa Libertadores, Copa CONMEBOL, Supercoppa Sudamericana e Coppa Master di Supercoppa nelle edizioni del '93 e '95, in quella del '96 partecipò il vincitore della Coppa Master di Coppa CONMEBOL (creata appositamente per poter disputare l'ultima Copa de Oro).

## Albo d'oro della competizione
| Anno | Vincitore    | Risultato          | Finalista        | Andata     | Ritorno            |
| ---- | ------------ | ------------------ | ---------------- | ---------- | ------------------ |
| 1993 | Boca Juniors | 1 - 0              | Atletico Mineiro | 0 - 0      | 1 - 0              |
| 1995 | Cruzeiro     | 1 - 1 (4-1 d.c.r.) | San Paolo        | 0 - 1      | 1 - 0 (4-1 d.c.r.) |
| 1996 | Flamengo     | 3 - 1              | San Paolo        | Gara unica | Gara unica         |